# أديان شرق آسيا

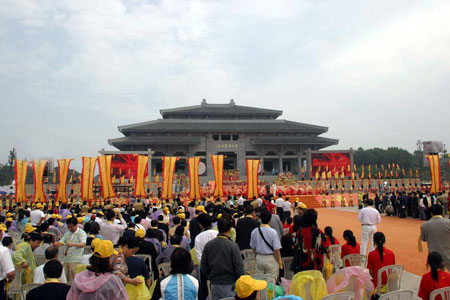

في دراسة علم مقارنة الأديان، تعرف أديان شرق آسيا أو الأديان الطاوية بأنها مجموعة فرعية من الأديان الشرقية. تشمل هذه المجموعة الأديان الصينية بالعموم، التي تشمل عبادة الأسلاف والدين الصيني الشعبي والكونفوشيوسية والطاوية، وما يدعى بالمنظمات الخلاصية (مثل ييغوانداو والويكسينية)، وتشمل عناصر أخرى من بوذية الماهايانا تشكل قلب البوذية الصينية وبوذية شرق آسيا بالعموم. تشمل هذه المجموعة أيضًا الشنتية اليابانية والسندية الكورية (وكلاهما يعني «سُبُل الآلهة» ويدل على الدين الشاماني الأهلي وعبادة الأسلاف عند هذين الشعبين)، وهما دينان تأثرا بالأديان الصينية عبر القرون. أثرت الأديان الخلاصية الصينية في صعود أديان جديدة في كوريا واليابان، مثل اليونغسانية والتنريكيوية، على الترتيب، وهما حركتان قامتا على أساس التراث الأهلي ولكنهما تأثرتا تأثّرًا كبيرًا بالفلسفة الصينية واللاهوت الصيني.
كل هذه التقاليد الدينية، بدرجة أو بأخرى، تشترك في المفاهيم الصينية المؤسسة للروحانية والألوهة ونظام العالم، من ذلك: الطاو 道 (أي «السبيل»، بالبينيين: داو، وباليابانية: تو أو دو، وبالكورية: دو) والتيان 天 (أي «الجنة»، باليابانية: تن، وبالكورية: تشيون).
عرّفت الفلسفات الصينية المتقدمة الطاو وأيدت نشر الدو، أي الفضيلة، التي تنبع من المعرفة بالطاو.  أُدمجت بعض المدارس القديمة في تقاليد أخرى أصبح لها أسماء مختلفة أو استقلت، منها الموهية (وتقاليد أخرى كثير من مدارس الفكر المئة)، التي استوعبتها الطاوية استيعابًا كبيرًا. قد تنطوي أديان شرق آسيا على مواقف لاهوتية متعددة، منها تعدد الآلهة، واللاألوهية، وتوحيد العبادة، وتوحيد الألوهة، ووحدة الوجود ووحدة الموجود، واللاأدرية. يتبع أديانَ شرق آسيا أتباع غربيون كثيرون، ولكن تأويلاتهم قد تختلف اختلافًا كبيرًا عن فكر شرق آسيا التقليدي وحضارته.
يمكن مقارنة مكانة الأديان الطاوية بين المجموعات الدينية الكبرى بمكانة الأديان الإبراهيمية في أوروبا والعالم الغربي والشرق الأوسط والعالم الإسلامي، وبمكانة الأديان الدارمية في جنوب آسيا.

## المصطلحات
مع اختلاف المصطلحات الواسع، تسمى هذه التقاليد الدينية «أديان الشرق الأقصى»، أو «أديان شرق آسيا»، أو «الأديان الصينية»، ويعدّها العلماء أسرة دينية مستقلة.
يعد التوفيق بين المعتقدات خصيصة مشتركة في أديان شرق آسيا، وهو ما يصعب تحديد كل دين على حدة. وتظهر تعقيدات أخرى من عدم الاتساق في استخدام مصطلحات عديدة. «دين الطاو» مصطلح يستعمل عادة للدلالة على الطاوية نفسها، ولكنه يستعمل أيضًا للدلالة على حركات دينية جديدة كثيرة مؤسَّسة على الطاو.
قد يشير «دين الشرق الأقصى» أو «الدين الطاوي» إلى الأديان التي تشترك في مفهوم الطاو، وقد يشمل هذا التشان والبوذية اليابانية، أو قد يشير إلى كل الأديان الآسيوية إشارة جامعة.

## الطاو وفضيلته
يمكن تعريف الطاو تعريفًا تقريبيًّا بالقول إنه تدفُّق الحقيقة، أو تدفق الوجود، أو القوة الواضعة للنظام الطبيعي. ويعتقَد أن الطاو هو الأثر الذي يبقي الكون متزنًا ومنظمًا، لذا كان مرتبطًا بالطبيعة، وهو ما يلزم عن الاعتقاد بأن الطبيعة تجلّي الطاو. وتتفق الطاو مع اللاهوت السلبي عند المفكرين الغربيين، فهو قريب من مفهوم ما لا يوجَد. ويعتبر عادةً مصدر الوجود والعدم.
يرتبط الطاو عادةً بـ «فضيلة» الوجود، الدو أو التو. وتعد هذه الفضيلة تعبيرًا فاعلًا عن الطاو. وبالعموم، هذه الأديان الأقرب إلى الطاوية تعرّف الفضيلة على أنها «التكامل»، أو «الكلّيّة»، أما الأديان الأقرب إلى الكونفوشيوسية فتعبر عن هذا المفهوم بـ «الأخلاق» أو «الشخصية السليمة».

## الأديان

### الطاوية

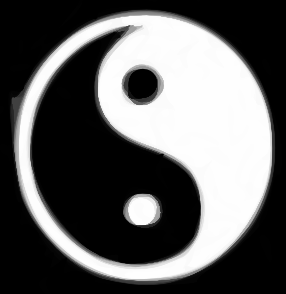
شعار الطاوية.

تتألف الطاوية من مجموعة واسعة من الأديان والأنظمة الشعائرية والفلسفية. تظهر صعوبات تأويلية في تصنيف المدارس والفرق والحركات الطاوية.
لا تنضوي الطاوية تمامًا تحت مظلة الأديان المنظمة أو تعريفها، خلافًا للأديان الإبراهيمية، وفي الوقت نفسه لا يمكن أن تدرَس باعتبارها مجرد تنويعة من الدين الشعبي الصيني، لأن كثيرًا من الدين التقليدي خارج عن عقائد الطاوية وتعاليمها الأساسية. تؤكد روبينت أن الطاوية أقرب إلى أن تكون نمط حياة لا دينًا، وأن أتباعها لا يرون في الطاوية ما يراه المؤرخون غير الطاويين فيها.
بالعموم، تؤكد الاستقامة والأخلاق الطاوية على وحدة الكون، ووحدة العالم المادي والعالم الروحي، ووحدة الماضي والحاضر والمستقبل، ووحدة جواهر الطاو الثلاث (الحب والاعتدال والتواضع). يركز اللاهوت الطاوي على عقائد الوو وي (عدم الفعل) والعفوية والنسبية والفراغ.
تقبل مدارس الطاوية الصينية التقليدية تعدد الآلهة، ولكن فيها خلافات في ترتيب البانثيون. على المستوى الشعبي، تجعل الطاوية الإمبراطور جايد رئيس الآلهة. أما الطاوية الاختصاصية (أي الأنظمة الكهنوتية)، فتجعل لاوزي والثلاثة الأطهار على رأس البانثيون.
تشيع عبادة آلهة الطبيعة والأسلاف في الطاوية الشعبية، أما الطاويون الاختصاصيون فيركزون على الخيمياء الداخلية. ليس الطاو إلهًا معبودًا في الطاوية، بل هو أقرب إلى مفهوم أتمان الهندي.

### الكونفوشيوسية

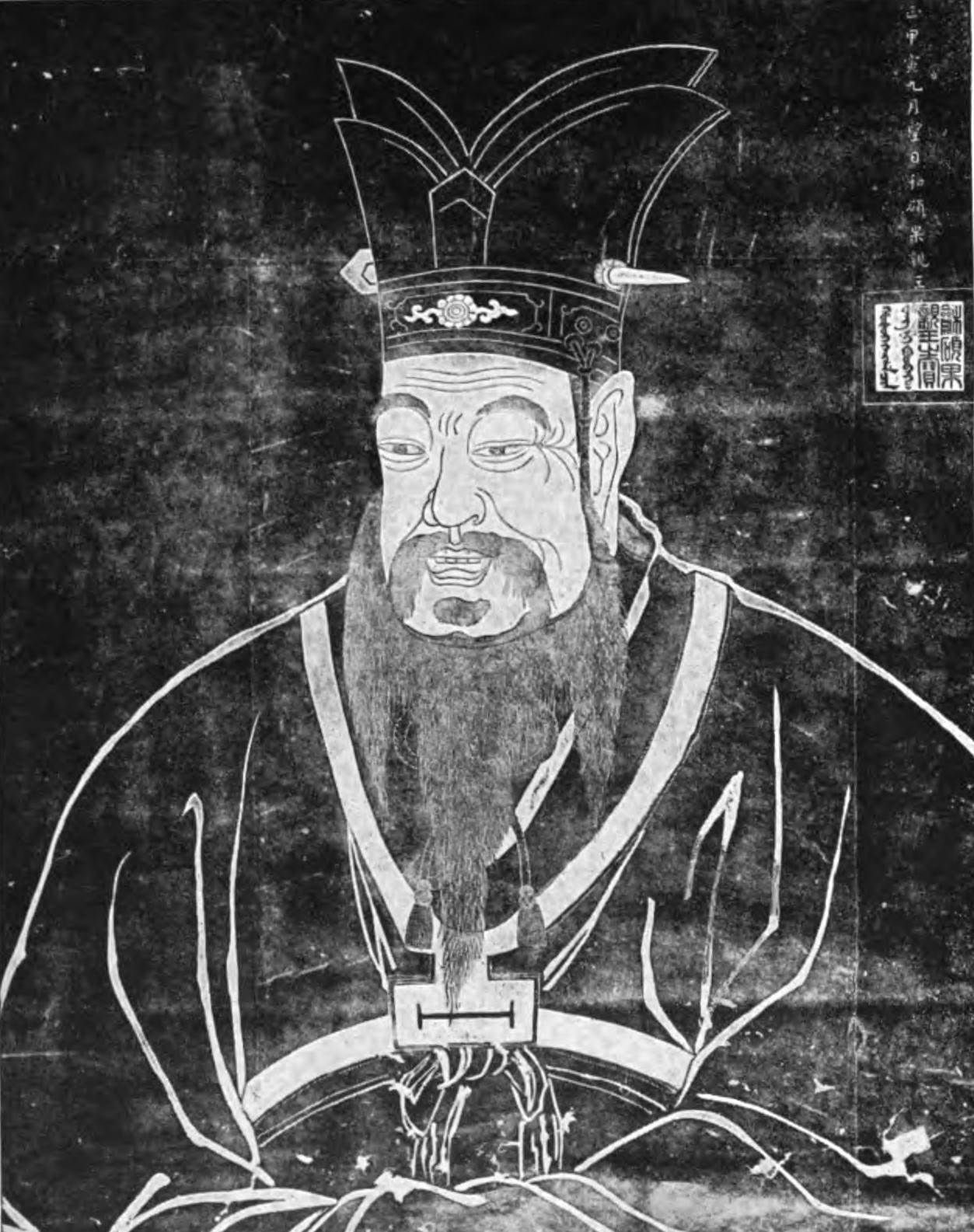
كونفوشيوس.

الكونفوشيوسية نظام معقد من الفكر الديني والسياسي والاجتماعي والأخلاقي، كان هذا النظام مؤثرًا في تاريخ شرق آسيا. يربط الناس الكونفوشيوسية بالشرعوية (الالتزام بشرائع محددة)، ولكنها في الحقيقة ترفض الشرعوية في الشعائر. وتؤيد الكونفوشيوسية الجدارة وتجعلها مثال النُّبل. تشمل الكونفوشيوسية نظامًا معقَّدًا ينظم الواجبات والآداب في العلاقات. تركز الأخلاقيات الكونفوشيوسية على الواجب الأسري والإخلاص والإنسانية.
تقر الكونفوشيوسية بوجود أرواح الأسلاف والآلهة، وتدعو إلى تبجيلهم تبجيلًا لائقًا. يتميز الفكر الكونفوشيوسي بأنه النظام الذي انبنت عليه الكونفوشيوسية الجديدة التوفيقية.
تطورت الكونفوشيوسية الجديدة بالتفاعل مع الطاوية وبوذية التشان. صيغت في عهد سلالة سونغ، ولكن أصولها قد ترجع إلى علماء من سلالة تانغ. ترسم الكونفوشيوسية الجديدة مفاهيم دينية بوذية ونظرية الينيانغ الطاوية، والييجينغ أيضًا، وتدخلها في إطار الكونفوشيوسية التقليدية.
ومع أن الكونفوشيوسية الجديدة ضمّت عناصر من البوذية والطاوية، فإن أتباعها لا يزالون يشجبون هذين الدينين. كانت الكونفوشيوسية الجديدة الدين المدعوم رسميًّا أكثر من خمسة قرون، فأثرت في شرق آسيا أثرًا عميقًا.
الكونفوشيوسية الحديثة هي كونفوشيوسية حداثية تستوعب العلم الحديث والمُثُل الديمقراطية، ولكنها محافظة فيما يخص مواقف الكونفوشيوسية الجديدة التقليدية. ازداد تأثير الكونفوشيوسية الجديدة منذ أن أصبح دينغ شياوبينغ قائد الصين عام 1978 وهو ما سهّل التبادلات الحضارية بين الصين وتايوان.

### الشنتوية
الشنتوية هي الدين العرقي في اليابان. المعنى الحرفي لكلمة شنتو هو «سبيل الآلهة». يؤكد أتباع الشنتو على التقليد والعائلة والطبيعة والنظافة والحفاظ على الشعائر، وهي قيمهم الرئيسة.
يبرز الأثر الطاوي في معتقداتهم عن الطبيعة وسيادة النفس. النظافة الشعائرية عنصر مركزي في حياة الشنتو. للأضرحة مكانة مهمة في الشنتو، لأنها أماكن لتعظيم الكامي (الآلهة أو الأرواح). يركز الشنتو «الشعبي» على الشامانية، خصوصًا العرافة، وتلبس الأرواح، والعلاج بالإيمان. «السكت» طائفة مستقلة من الشنتو تشمل عبّاد الجبال ومدارس شنتو كونفوشيوسية.

## الطاوية والكونفوشيوسية
تشترك الطاوية والكونفوشيوسية في مفهومي الطاو والدو. يُعزى تأليف داوديجنغ، وهو كتاب الطاوية المركزي، إلى لاوزي، وهو الذي يُعتقد تقليديًّا أنه معلم كونفوشيوس. ولكن بعض العلماء يعتقدون أن الداوديجنغ إنما كُتب رد فعل على الكونفوشيوسية. أراد جوانغزي أن يرد على الخلافات الأخلاقية الكونفوشيوسية الموهية، فاتخذ من لاوزي خطوة سابقة للموهيين بالاسم وللكونفوشيوسيين بالتضمين. ولكن العلماء العلمانيين يعتبرون أن جوانغزي ولاوزي كلاهما شخصيتان تاريخيتان.
ترفض النصوص الطاوية القديمة تركيز الكونفوشيوسية على الشعائر والنظام، وتؤكد على الطبيعة «البرّيّة» والفردانية بدلًا منهما. تحدى الطاويون التاريخيون الأخلاق التقليدية، أما الكونفوشيوسيون فاعتقدوا أن المجتمع فاسد ومحتاج إلى دليل أخلاقي قوي